# Baby Bash
Ronnie Ray Bryant, (Vallejo, California, 18 de octubre de 1975), conocido como Baby Bash, es un rapero y cantante de R&B estadounidense. 
Baby Bash creció en el seno de una familia latina, ya que su madre era mexicana. Ella, y su padre, anglosajón, fueron a prisión cuando Bash era joven, perdiendo un tanto el contacto entre ellos. Sin embargo, sus tíos y abuela, le enseñaron muchos de los diferentes géneros musicales. 
La carrera de Baby Bash comenzó a crecer cuando este fue a Houston, Texas, donde encontró a su socio, al rapero South Park Mexican. Así, el decidió quedarse a vivir en Houston. Antes de tener éxito como artista en solitario, fue parte de grupos como Potna Deuce, Latino Velvet y N2DEEP. El álbum debut de Bash se tituló Savage Dreams, publicado por una compañía independiente como Dope House Records en 2001. Pronto llamaría la atención de Universal Records, que se hizo con el ese mismo año. En 2003, Baby Bash sacó su segundo álbum, el primero de la mano de Universal Records, The Smokin' Nephew.
Su gran salto a la fama mainstream se dio cuando en el 2007 hizo un dueto con la diva neoyorkina Jennifer Lopez, en la canción THIS BOY'S FIRE donde también participa el guitarrista mexicano Santana.

## Discografía
- (2001) Savage Dreams
- (2002) Get Wiggy
- (2002) On Tha Cool
- (2003) Untimate Cartel
- (2003) The Smokin' Nephew
- (2004) Menage a Trois
- (2004) Smokin Nephew: Screwed & Chopped
- (2005) Super Saucy
- (2005) Shadowyze
- (2007) Cyclone
- (2010) Baby Bash
- (2010) Don't Panic It's Organic
- 2017: Body yo body, (próximo)